# Rhynchostegium contortulum
Rhynchostegium contortulum är en bladmossart som beskrevs av Pierre Tixier 1966. Rhynchostegium contortulum ingår i släktet näbbmossor, och familjen Brachytheciaceae. Inga underarter finns listade i Catalogue of Life.